# جایزه ستلایت بهترین بازیگر نقش مکمل زن – سریال، مینی‌سریال یا فیلم تلویزیونی
جایزه ستلایت بهترین بازیگر نقش مکمل زن – سریال، مینی‌سریال یا فیلم تلویزیونی یکی از جوایز سالانه ستلایت است.

## برندگان و نامزدها

#### ۱۹۹۶
- کتی بیتس - شیفت دیر هنگام
- گیل اوگریدی - ان وای پی دی بلو
- شر - اگر این دیوار ها می توانستند صحبت کنند
- گرتا اسکاکی - راسپوتین: بنده شریر سرنوشت
- الفری وودارد - سفرهای گالیور

#### ۱۹۹۷
- الن بارکین - قبل از اینکه زنان بال داشته باشند
- لوئیز فلچر - برست من
- میمی راجرز - سلاح های حواس پرتی
- برنادت پیترز - سیندرلا ۱۹۹۷
- میر وینینگهم - جورج والاس

#### ۱۹۹۸
- ریتا ویلسون - از زمین تا ماه
- جکی باروز - قصه های شهر
- فی داناوی - جیا
- ایمی مدیگان - یک دروغ درخشان درخشان
- شرلی نایت - عروسی

#### ۱۹۹۹
ارائه نشده

#### ۲۰۰۰
ارائه نشده

#### ۲۰۰۱
- جولیا اورموند - جنگ واریان
- تمی بلانچارد - زندگی با جودی گارلند: من و سایه های من
- برندا بلتین - آنه فرانک: تمام داستان
- جیل هنسی - جکی، اتل، جوآن: زنان کملوت
- لورن هارلی - جکی، اتل، جوآن: زنان کملوت

#### ۲۰۰۲
- هلن میرن - در به در
- سیسی اسپیسک - آخرین تماس
- ایمی مدیگان - فقط یک رویا
- کوئین لطیفه - زندگی با مردگان
- فرنسیس استرنهیگن - پروژه لارامی

#### ۲۰۰۳
- ژاستین بیتمن - خارج از نظم
- اما تامپسون - فرشتگان در آمریکا
- مری-لوئیز پارکر - فرشتگان در آمریکا
- آن بنکرافت - بهار رمی خانم استون
- جین اتکینسون - شهر ما
- جین کرتین - شهر ما

#### ۲۰۰۴
- آنجلیکا هیوستون - فرشته های آرواره آهنین
- هلن مک‌کروری - چارلز دوم: قدرت و شور
- امیلی واتسون - زندگی و مرگ پیتر سلرز
- مری استوارت مسترسون - چیزی که خداوند ساخته است
- جینا مک‌کی - شاهزاده گمشده

#### ۲۰۰۵
- لیسا ادلستین - دکتر هاوس
- شهره آغداشلو - ۲۴
- جین الکساندر - وارم اسپرینگز
- کمرین منهایم - لویس
- ساندرا اوه - آناتومی گری
- پالی واکر - رم

#### ۲۰۰۶
- جولی بنز - دکستر
- فیونولا فلاناگان - برادری
- لاری میت کالف - کدبانوهای وامانده
- الیزابت پرکینز - علف
- جین اسمارت - ۲۴
- ونسا ال. ویلیامز - بتی بی‌ریخته

#### ۲۰۰۷
- ونسا ال. ویلیامز - بتی بی‌ریخته
- پالی برگن - کدبانوهای وامانده
- جودی دیویس - همسر آغازگر
- ریچل گریفیتس - برادران و خواهران
- جیمی پرسلی - نام من ارل است
- چاندرا ویلسون - آناتومی گری

#### ۲۰۰۸
- فیونولا فلانگان - برادری
- کریستین چنووث - هل دادن گل آفتابگردان
- لورا درن - بازشماری
- سارا پلی - جان آدامز
- دایان ویست - در درمان
- چاندرا ویلسون - آناتومی گری

#### ۲۰۰۹
- جین لینچ - گلی
- چری جونز - ۲۴
- جودی پارفیت - دوریت کوچک
- آنیکا نونی رز - آژانس کارآگاه شماره ۱ بانوان
- کلویی سونی - عشق بزرگ
- ونسا ال. ویلیامز - بتی بی‌ریخته

### دهه ۲۰۱۰

#### ۲۰۱۰
- برندا واکارو - تو جک را نمی شناسی
- جولی بوون - خانواده امروزی
- رز بیرن - خسارت
- شارون گلس - مهره سوخته
- جین لینچ - گلی
- الیزابت ماس - مد من
- کاترین اوهارا - تمپل گراندین
- آرچی پنجابی - همسر خوب

#### ۲۰۱۱
- ونسا ویلیامز - کدبانوهای وامانده
- میچل فوربز - کشتن
- کلی مکدونالد - امپراتوری بوردواک
- مارگو مارتیندیل - موجه
- مایا رودولف - بیدار تمام شب
- مگی اسمیت - دانتون ابی
- سوفیا ورگارا - خانواده امروزی
- ایوان ریچل وود - میلدرد پیرس

#### ۲۰۱۲
- مگی اسمیت - دانتون ابی
- ماییم بیالیک - تئوری بیگ‌بنگ
- کریستینا هندریکس - مد من
- سارا پلسون - تغییر بازی
- مایا رودولف - بیدار تمام شب
- میر وینینگهم - خانواده هتفیلد و مک‌کوی

#### ۲۰۱۳
- لورا پرپون - نارنجی مد جدید است
- اوزو ادوبا - نارنجی مد جدید است
- کتی بیتس - داستان ترسناک آمریکایی:محفل
- امیلیا کلارک - بازی تاج‌وتخت
- آنا گان - بریکینگ بد
- مارگو مارتیندیل - آمریکایی‌ها
- جودی پارفیت - با ماما تماس بگیرید
- مریت وور - پرستار جکی

#### ۲۰۱۴
- سارا پلسون - داستان ترسناک آمریکایی: نمایش عجایب
- آن داود - بازماندگان
- الیسن تولمن - فارگو
- میشل موناهن - کارآگاه حقیقی
- نیکولا واکر - آخرین تانگو در هالیفاکس
- زویی کازان - آلیو کیتریج

#### ۲۰۱۵
- ریا سیهورن - بهتره با سال تماس بگیری
- کاترین کینر - یک قهرمان به من نشان بده
- رجینا کینگ - جرم آمریکایی
- هلن مک کوری - داستان عامه‌پسند
- مونیک - بیسی
- جولی والترز - تابستان هندی

#### ۲۰۱۶
- اولیویا کلمن - مدیر شب
- ریا سیهورن - بهتره با سال تماس بگیری
- لینا هیدی - بازی تاج‌وتخت
- مگی سیف - میلیاردها
- مورا تیرنی - ماجرا
- آلیسون رایت - آمریکایی‌ها

#### ۲۰۱۷
- آن داود - سرگذشت ندیمه
- دانیل بروکس - نارنجی مد جدید است [۱]
- جودی دیویس - دشمنی
- لورا درن - دروغ‌های کوچک بزرگ
- رجینا کینگ - جرم آمریکایی
- شیلین وودلی - دروغ‌های کوچک بزرگ

#### ۲۰۱۸
- شارون استون - موزاییک
- پنه‌لوپه کروز - ترور جیانی ورساچه: داستان جنایی آمریکایی
- جنیفر جیسن لی - پاتریک ملروز
- جاستین لوپه - آقای مرسدس
- نیو نیلسن - ترس
- اما تامپسون - شاه لیر

#### ۲۰۱۹
- الیویا کلمن - فلیبگ
- پاتریشا آرکت - تظاهر
- الکس بورستین - خانم میزل شگفت‌انگیز
- تونی کولت - باورنکردنی
- مریل استریپ - دروغ‌های کوچک بزرگ
- امیلی واتسون - چرنوبیل
- نائومی واتس - بلندترین صدا

#### ۲۰۲۰
- تریسی آلمن - خانم آمریکا
- جیلین اندرسون - تاج
- اما کورین - تاج
- جسی باکلی - فارگو
- نوما دومزونی - فروپاشی
- هوپ دیویس - عالیجناب

#### ۲۰۲۱
- لیسا ادلستین - روش کامینسکی
- جنیفر لوئیس - مایل به سیاه
- جولیان نیکلسون - میر اهل ایست‌تاون
- سارا پلسون - استیضاح: داستان جنایی آمریکایی
- آنیا ساوچیچ - آسمان بزرگ
- جین اسمارت - میر اهل ایست‌تاون

#### ۲۰۲۲
- جونو تمپل - پیشنهاد
- سالی فیلد - زمان برنده شدن: ظهور سلسله لیکرز
- کسیدی فریمن - جمستون‌های نیکوکار
- ملانی لینسکی - آبنبات
- سینتیا نیکسون - عصر طلاکاری
- ایوان ریچل وود - ویرد: داستان ال یانکوویک

#### ۲۰۲۳
- کریستینا ریچی - ژاکت زردها
- الیزابت دبیکی - تاج
- جین اسمیت-کمرون - وراثت
- مریل استریپ - فقط قتل‌های داخل ساختمان
- هانا وادینگهام - تد لاسو
- مریت ویور - چیزهای کوچک زیبا